# Tarsius supriatnai
Khỉ lùn Jatna (Danh pháp khoa học: Tarsius supriatnai) là một loài khỉ lùn mới được tìm thấy tại Indonesia, chúng được phát hiện và phân biệt nhờ tiếng gọi của chúng khác biệt với các loài còn lại. Loài khỉ này được đặt tên theo nhà sinh vật học Jatna Supriatna. 

## Đặc điểm
Khi hoạt động, chúng cất cao giọng như một dàn hòa âm hợp xướng để nhận ra nhau và đánh dấu vùng lãnh thổ, những âm thanh này đã giúp các nhà khoa học nhận ra được loài động vật họ khỉ mới có kích thước khá nhỏ bé, sống sâu trong rừng rậm. Chúng có ngoại hình gần như giống hệt nhau, nhưng cách chúng kêu gọi đồng loại là rất khác. Sự tương đồng về thể chất là rào cản lớn trong nỗ lực xác định các loài mới, thậm chí là chỉ trong phạm vi hòn đảo.
Tổ tiên của chúng bị mất lớp tapetum lucidum là một lớp tế bào giống như chiếc gương nằm phía sau võng mạc, giúp phản xạ và khuếch đại ánh sáng. Vì thế, để bù đắp cho thiếu sót này, chúng phải phát triển đôi mắt lớn hơn, to gần bằng bộ não của chúng, cho phép chúng quan sát tốt trong đêm., vì đôi mắt quá lớn, nên chúng không thể liếc nhìn được, mà phải xoay cả đầu nếu muốn nhìn một thứ gì đó ở hai bên. Chúng xoay đầu tương tự như loài cú, và có thể xoay được đầu được một vòng 360 độ.